# Per Brahe starszy
Per Brahe (ur. w maju 1520 w Lindholm w prowincji Södermanland, zm. 1 września 1590 w Stora Sundby w prowincji Södermanland) – szwedzki kronikarz i polityk.

## Życiorys
Urodził się jako syn Joakima Brahe i Margarety Eriksdotter Wazy, siostry Gustawa I Wazy. Jego ojciec został zamordowany podczas krwawej łaźni w Sztokholmie w listopadzie 1520, pół roku po narodzinach Pera. Według niektórych, niepewnych źródeł, wraz z matką został uprowadzony do Danii i osadzony w wieży zamku w Kopenhadze do 1524. Jego matka po owdowieniu wyszła ponownie za mąż, po czym wraz z całą rodziną przeniosła się do Niemiec, gdzie Per Brahe studiował. Po powrocie, w 1540 został usynowiony przez Gustawa I, potem w 1542 został włączony w skład rady państwa jako doradca króla. W 1548 poślubił Beatę Stenbock (siostrę późniejszej królowej Katarzyny Stenbock), z którą miał 7 synów i 7 córek (jedna córka zmarła dzień po porodzie). W 1561 otrzymał tytuł hrabiowski, a w 1569 stanowisko najwyższego sędziego państwa, które sprawował do końca życia. Napisał kronikę Per Brahe den äldres fortsättning af Peder Svarts kronika (wydaną wiele lat po jego śmierci, w 1897), i podręcznik gospodarowania dla młodzieży szlacheckiej. Jego wnukiem był Per Brahe młodszy, również polityk.